# ليزر الغاز

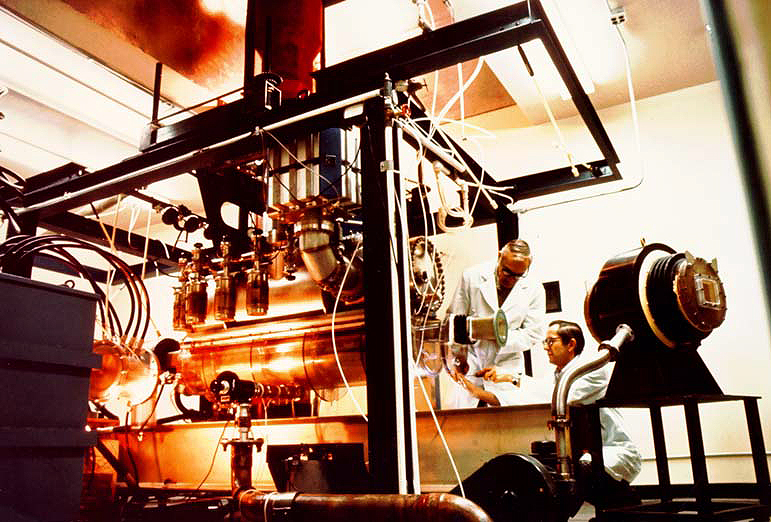

ليزر الغاز هو ليزر يكون فيه الرنان محتوياً على غاز مثل الهيليوم والنيون وغاز ثاني اكسيد الكربون وتكون أطوالها الموجية في مدى الأشعة تحت الحمراء وتستخدم في قطع المواد الصلبة لطاقتها العالية.